# Sodankylä
Sodankylä (Soađegilli in sami settentrionale) è un comune finlandese di 8134 abitanti, situato nella regione della Lapponia.
Il paese ospita il festival cinematografico Midnight Sun Film Festival.